# Раша Попов
Радивој „Раша” Попов (Мокрин, 26. јун 1933 ― Београд, 19. април 2017) био је српски књижевник, публициста, глумац и дугогодишњи телевизијски новинар, новинар-сарадник Мокринских новина, звезда дечје телевизијске емисије Фазони и Форе. Аутор је више десетина књига за децу и одрасле.

## Биографија
Рођен је у Мокрину од оца Петра и мајке Даринке, рођене Убавић. Брат му је Душан Попов (публициста).
Године 1952. дошао је на студије у Београд. Завршио је Филозофски факултет. Више је волео историју од књижевности, али ипак се определио за књижевност.
Новинарску каријеру започео у новосадском Дневнику. Био је новинар листа „Младост“ од 1961. до 1964, затим новинар Радио Београда од 1964. до 1967. У Телевизији Београд је био до 1995. године.
Осим тога, био је лектор за српскохрватски језик у Лондону, Бирмингему и Нотингему од 1975. до 1977. Главни уредник издавачке куће Матица српска био је од 1983. до 1985. године.
Добитник је Годишње награде Радио Београда 1967. године за серију „Видови фашизма“.
Наступао је у ТВ серијама као приповедач, неке од најпознатијих су: „Радост сазнања“, „Фазони и форе“, „Варошарије“, „У сну сан“, „Шешир без дна“.
Аутор је више десетина књига за децу и одрасле: изд. Нолит: Два ока (1963); изд. Књижевна општина Вршац: Гвоздени магарац (1976); изд. Дневник: Жабац који не зна да ћути (1987); изд. Књижевна заједница Новог Сада: Трулеж зглаве (1991); изд. Монада: Шешир без дна (2001); изд. Тиски цвет: Лажљива уста истине (2002); изд. Градска народна библиотека Зрењанин: Возом посред улице (2003); изд. Orpheus: Пета визија (2003); изд. ЈОВ: Био сам срећни коњ (2003); изд. Bookland: Бајке за XXI век (2007); изд. Монарт: Чаробњаков СМС (2007); изд. Bookland: Мали зелени (2009); изд. Тиски цвет: Спев о транзицији (2009); изд. Југоисток: Како написати најгору песму (2010); изд. Bookland: Задимљена историја (2010); изд. Bookland: Опасне бајке (2010); изд. Ленто: Софија у канџама смора (2011); изд. Ленто: Софијине љубави (2011); изд. Bookland: Кад сам падао у фрас (2012); изд. Пчелица: Мокрински патуљци (2013); изд. Bookland: Усамљена принцеза (2014).
Као колумниста дневних новина Политика углавном је писао о друштвеним темама.
Био је ожењен Радојком, професорком књижевности, са којом има сина Бојана и ћерку Дијану (удату Тополац).
Добитник је награде „Доситеј Обрадовић“ за 2015. годину.
Преминуо је 19. априла 2017. године и сахрањен 22. априла у Алеји заслужних грађана на Новом гробљу у Београду.
У Београду постоји Плато Раше Попова где је у октобру 2020. постављена његова скулптура.

## Цитати
- Не постоји осећање да си Војвођанин, ја се осећам Банаћанином.
- С једне стране, у градовима капитал држе нови компрадори, то су они који трговачким шпекулацијама стичу огроман капитал, a села узимају нови латифундисти. Све је по латиноамеричком обрасцу. Кад сам то рекао на једној приватној телевизији, цензурисали су ме.
- Интелектуалац није онај ко је дипломирао на неком факултету, већ је онај ко има право решење у правом тренутку.
- Богат си онолико, колико си пропутовао светом.